# Tržnica Modelo
Tržnica Modelo (portugalsko Mercado Modelo) je tržnica rokodelskih izdelkov v mestu Salvador, zvezna država Bahia, Brazilija. Slovesno so jo odprli 2. februarja 1912 in od leta 1971 zaseda stavbo stare salvadorske carinarnice. Stoji v soseski Comércio, enem najstarejših in najbolj tradicionalnih trgovskih območij Salvadorja, in je pomembna turistična atrakcija, in jo obišče 80 % mestnih turistov. Obrnjena je proti Zalivu vseh svetih, poleg dvigala Lacerda in zgodovinskega središča (ki vključuje Pelourinha). Državni inštitut za zgodovinsko in umetniško dediščino (Instituto do Patrimônio Histórico e Artístico Nacional - IPHAN) ima stavbo v neoklasicističnem slogu arhitekturo.
Z 8410 kvadratnimi metri in dvema nadstropjema ima 266 trgovin, ki ponujajo najrazličnejše ročne izdelke, darila in spominke iz Bahie in ima dve izmed najbolj tradicionalnih bahijskih restavracij, Maria de São Pedro, z osemdesetletno zgodovino in Camafeu de Oxóssi.
Pesem Mercado Modelo Antônia Carlosa, Jocafija in Ildázia Tavaresa v besedilu objokuje požar leta 1969, ki je uničil prvotno stavbo. Pesem je leta 1973 posnela pevka Vanusa in jo izdala na svojem četrtem albumu.

## Zgodovina
Mercado Modelo je nastala zaradi potrebe po oskrbovalnem centru v spodnjem delu mesta Salvador. Med staro stavbo carinarnice in Largo da Conceição je bilo trgovsko središče, kjer je bilo mogoče kupiti tako različne predmete, kot so sadje in zelenjava, žitarice, živali, cigare, cachaça in izdelki Candomblé. Tako so trg slavnostno odprli 2. februarja 1912 v poslopju ob stari stavbi Carinarnice, ki je bila zgrajena leta 1860 in odprta leta 1861. Za oskrbo trga je služila tako imenovana rampa, nekdanje pristanišče škun, ki so prečkale Zaliv vseh svetih.
Malo je podatkov o prvem požaru v začetku leta 1917 v prvotni stavbi tržnice, vendar se domneva, da ni bil katastrofalnih razsežnosti. Leta 1922 je v zgodnjih urah 7. januarja izbruhnil požar, ki je trg spremenil v jame (podzemna območja), kar je povzročilo več kot tisoč contos de réis škode. Ko so jo obnovili in prvotno rumeno in rdečo barvo zamenjali z zeleno, so jo poimenovali Tartaruga Verde (Zelena želva). In leta 1943 je bil 28. februarja (nedelja) zabeležen tretji požar z delnim uničenjem objektov. Vzroki požara niso bili ugotovljeni, stavba pa je bila rešena.
1. avgusta 1969 je bila tržnica žrtev najhujšega požara v svoji zgodovini, do te mere, da je bila rekonstrukcija prvotne stavbe neizvedljiva, katere ostanke so morali porušiti zaradi javne varnosti. Od 2. februarja 1971 so jo preselili v 3. carinarnico v Salvadorju, stavbo v neoklasicističnem slogu iz 19. stoletja, zaščiteno s strani IPHAN. Na mestu, kjer je bila nekoč primitivna tržnica, je bila postavljena skulptura Mária Cravo Júniorja, Spomenik mestu Salvador.
Nov požar leta 1984, že v sedanji stavbi, je uničil objekte in jo pripeljal do obsežne prenove, ki je omogočila ponovno slovesno odprtje 10. januarja istega leta.
Leta 2016 so poročali, da je trg v finančnih težavah. Upravljalo jo je združenje imetnikov dovoljenj, ki ni imelo možnosti za izvajanje pooblastil upravne policije za boj proti neplačila. Zato bi jo upravljala mestna hiša Salvadorja prek Sekretariata za javni red (Secretaria de Ordem Pública - Semop), katerega prehodni proces je posredovalo javno ministrstvo. Leta 2018 jo je Mega Curioso uvrstil med »20 najbolj strašljivih krajev v Braziliji«.

## V popularni kulturi
Pesem Mercado, partnerstvo Antônia Carlosa, Jocafija in Ildázia Tavaresa, v svojem besedilu objokuje požar leta 1969, ki je uničil prvotno stavbo. Glasbo je leta 1973 posnela pevka Vanusa in jo izdala na svojem četrtem albumu.